# Heinrich Luttmer
Heinrich Luttmer SVD (* 20. März 1899 in Rieste, Landkreis Osnabrück; † 6. Februar 1944 in der Bismarcksee) war ein deutscher römisch-katholischer Geistlicher, Steyler Missionar und Märtyrer.

## Leben
Heinrich Luttmer wirkte als Steyler Missionar in der Papua-Neuguinea-Mission. Nach der Besetzung Neuguineas durch die japanischen Invasionstruppen 1942 wurde er zusammen mit Bischof Franziskus Wolf und zahlreichen Mitbrüdern und Missionsschwestern in einem Sammellager auf der Vulkaninsel Manam interniert, wo sie an Unterernährung litten und an Malaria erkrankten. Am 5. Februar gingen sie unter Protest auf das japanische Transportschiff Yorishime Maru, das am 6. Februar nachts von der amerikanischen Luftwaffe angegriffen wurde. Es starben 46 Menschen, darunter Heinrich Luttmer. Eine Gedenkstätte befindet sich in Alexishafen.

## Gedenken
Die Römisch-katholische Kirche in Deutschland hat Pater Heinrich Luttmer als Märtyrer in das deutsche Martyrologium des 20. Jahrhunderts aufgenommen.